# Biserica Sfinții Apostoli Petru și Pavel din Solca
Mănăstirea „Sf. Apostoli Petru și Pavel” din Solca este o biserică ortodoxă ctitorită între anii 1612-1622 de domnitorul Ștefan Tomșa al II-lea (1611-1615, 1621-1623) în orașul Solca (județul Suceava). Această ctitorie a funcționat ca mănăstire de călugări până la 29 aprilie 1785 când a fost desființată de austrieci, iar biserica mănăstirii a devenit biserică parohială. 
Mănăstirea Solca a fost inclusă pe Lista monumentelor istorice din județul Suceava din anul 2015 la numărul 420, având codul de clasificare cod LMI SV-II-a-A-05645 și fiind format din 6 obiective: 
- Biserica "Sf. Apostoli Petru și Pavel" - datând din anii 1612-1622 și având codul SV-II-m-A-05645.01
- Ruine de chilii - datând din 1622 și având codul SV-II-m-A-05645.02
- Beciuri - datând din 1622 și având codul SV-II-m-A-05645.03
- Zid de incintă - datând din 1622 și având codul SV-II-m-A-05645.04
- Turnuri - datând din 1622 și având codul SV-II-m-A-05645.05
- Clopotniță - datând din 1622 și având codul SV-II-m-A-05645.06

## Istoricul bisericii

### Ctitorirea

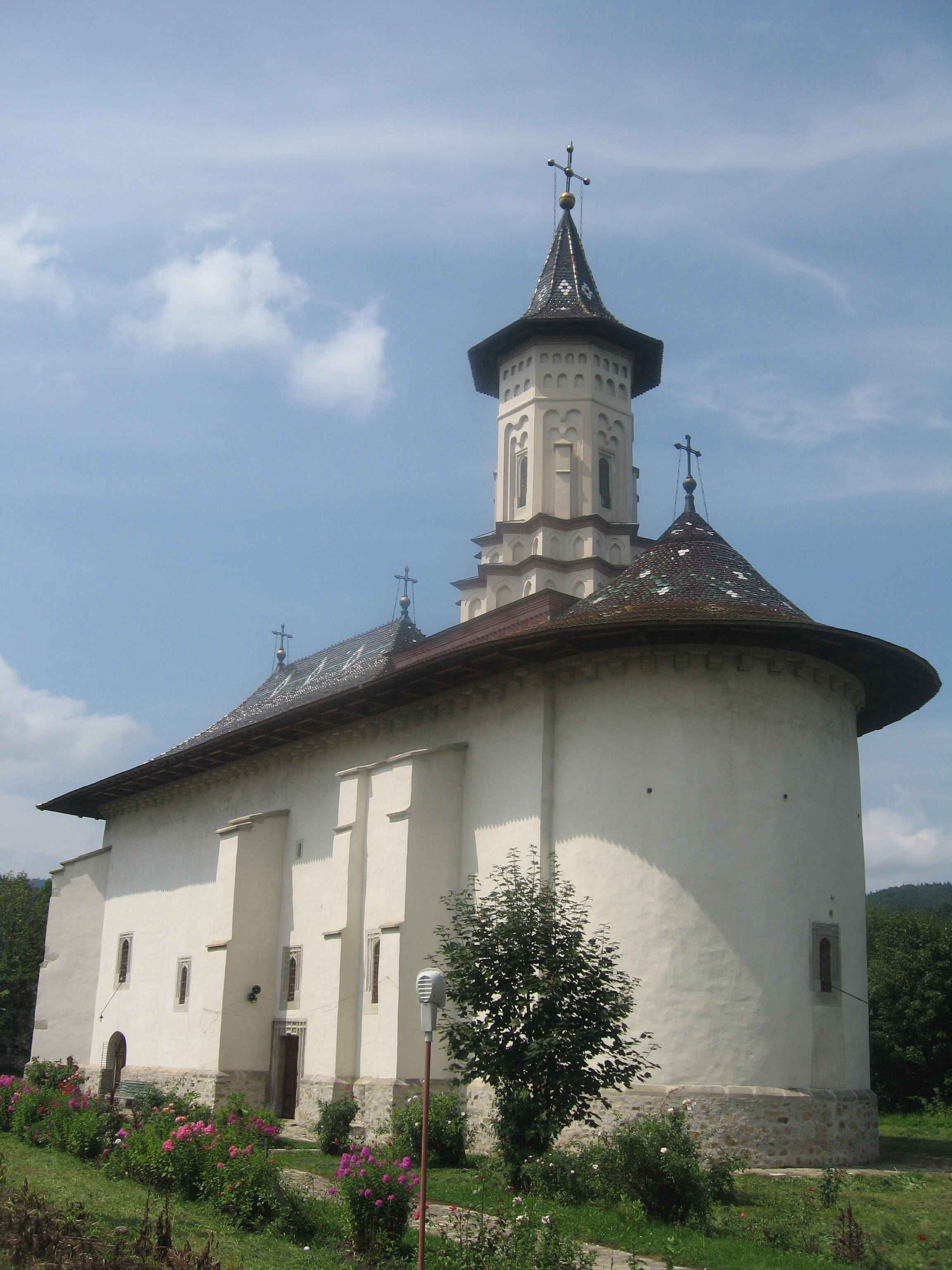
Mănăstirea "Sf. Apostoli Petru şi Pavel" din Solca

Orașul Solca(poată denumirea de oraș,deoarece o dată cu desființarea așezământului monahal devenit timp de 236 de ani în biserică de mir,a fost înființată fabrica de bere,care a folosit fostele chilii ca și beciuri pentru bere)așezat într-o vale pitorească aflată la poalele Obcinelor Bucovinei, la o altitudine medie de 522 de metri. Prima sa atestare documentară datează dintr-un document din 15 ianuarie 1418, din timpul domniei lui Alexandru cel Bun (1400-1432).  La 7 martie 1502, Luca Arbore, portarul Sucevei, a cumpărat acest sat de la nepoții lui Cârstea Horaeț și ai lui Șandru Gherman.  Mitropolitul Gheorghe Movilă a dăruit această așezare Mănăstirii Sucevița.
La începutul secolului al XVII-lea, localitatea a fost cumpărată de voievodul Ștefan Tomșa al II-lea. Acesta a înălțat aici o ctitorie domnească, cu rol de mănăstire de călugări. După cum relatează cronicarul Miron Costin, boierul Ștefan Tomșa "direptŭ moldovan, din satŭ den Otéști, de pre rîul ce se chiamă Răcătăul, în ținutul Putnei" a ajuns domnitor în anul 1611 după ce voievodul Constantin Movilă nu a plătit birul din acel an. El a fost însoțit spre scaunul domnesc de hoardele de tătari ale lui Cantemir-bei.  Tot cronicarul descrie prima domnie a lui Tomșa că a fost plină de vărsări de sânge. 
Neexistând nicio pisanie, nu se cunoaște anul în care s-a început construirea Mănăstirii Solca. Unele lucrări acreditează anul 1612 ca an al începerii construcției, dar nu există date precise care să sprijine această ipoteză. Cert este că biserica era gata la 18 octombrie 1614 când ctitorul i-a făcut prima danie de sate, menționându-se în acel document că "am început și am făcut biserică și mănăstire ... care s-au sfințit întru pomenire sfinților întru tot lăudaților apostoli de frunte întâi șăzători Petru și Pavel și altor sfinți apostoli".  Documentele și cronicile aduc precizarea că evenimentele de la sfârșitul primei domnii a lui Tomșa nu i-au permis domnitorului să finalizeze întreg complexul mănăstiresc. 
În cea de-a doua sa domnie (1621-1623), Ștefan Tomșa al II-lea a construit zidurile împrejmuitoare cu cele patru turnuri de sprijin din fiecare colț, stăreția și chiliile pentru călugări.
Într-un document din aprilie - iulie 1623, se menționează că fiind "scos din patria domniei sale", domnitorul Ștefan Tomșa "n-a putut-o sfârși" în prima domnie. Astfel, în a doua domnie "a sfârșit cu totul și această sfântă mănăstire Solca... și a miluit și întărit acest dumnezeiesc hram cu sate și cu vaduri de moară și cu țigani și cu vii și cu alte felurite miluiri".  Ștefan Tomșa făcea mănăstirii noi danii și întăriri de proprietăți într-un document din 25 iunie 1623 în care declara că a finalizat mănăstirea și biserica "care s-a și sfințit în numele sfinților, preaslăviților și întâilor stătători și apostoli de frunte Petru și Pavel". 
Letopisețul lui Miron Costin precizează că Mănăstirea Solca a fost finalizată de construit în 1622. După vorbele cronicarului, "și cît s-au mîntuitŭ de împărățiie, s-au apucat cu toată osirdiia de obîrșirea mănăstirei Solcai, care urdzise la domniia dintăi, ce nu o fîrșise. Este mănăstirea Solca obîrșită de dînsul și sfîrșită în anul 7131, după'împărățiie".  Domnitorul Ștefan Tomșa a fost mazilit în 1623 și a murit printre străini pe malurile Bosforului.
Lucrările au continuat și după mazilirea ctitorului; într-un document din 2 mai 1635 se menționează că logofătul Cîrstian ar fi construit un turn și un zid de piatră la mănăstire în timpul domniei lui Radu Mihnea (1623-1626). 

### Funcționarea ca mănăstire

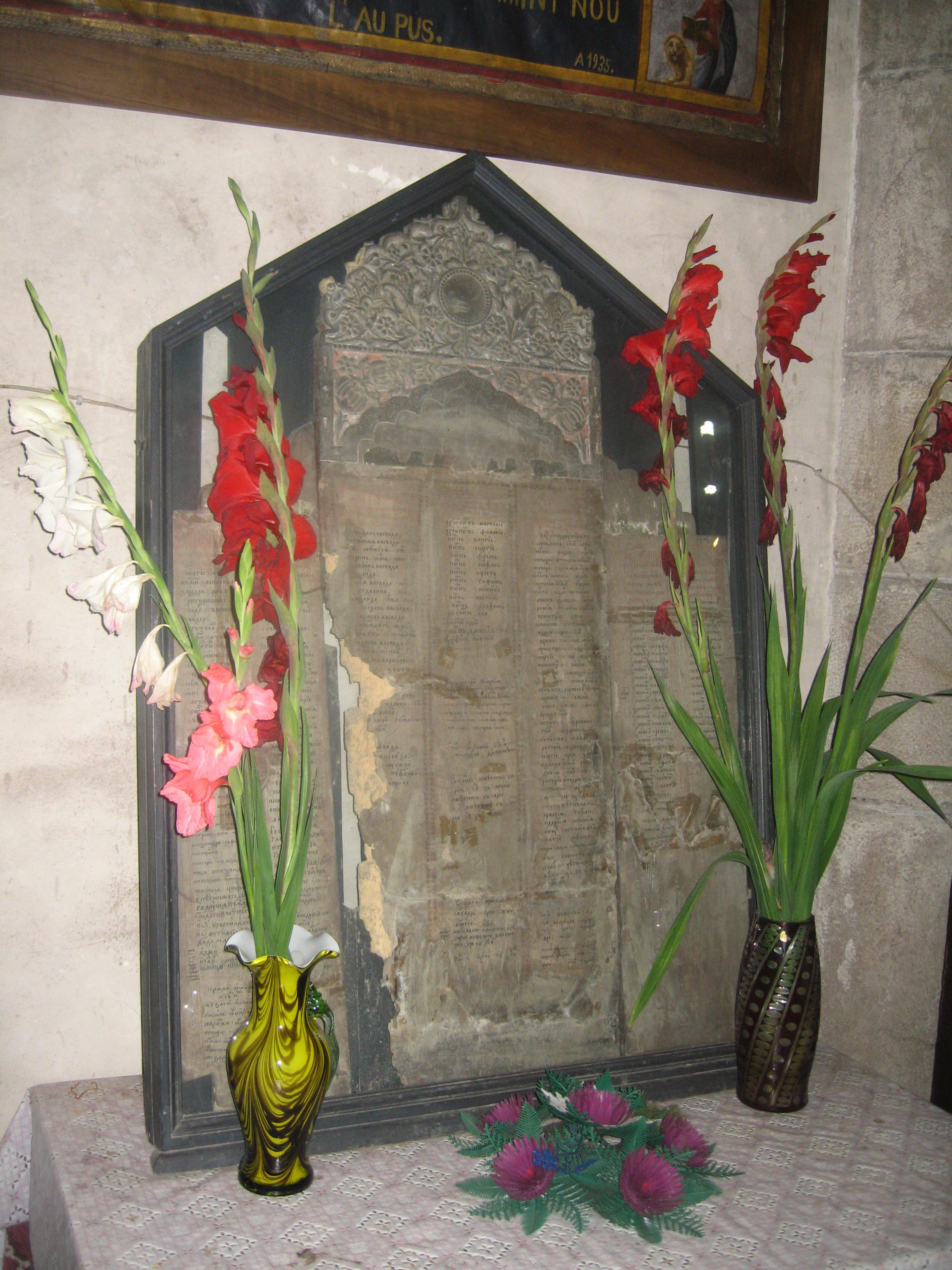
Pomelnicul-triptic al bisericii (1770)

În această mănăstire și-a desfășurat activitatea eruditul arhimandrit Vartolomei Măzăreanul (n. circa 1710 - d. 1779). Originar din părțile Câmpulungului, acesta fusese călugărit la Mănăstirea Putna unde a îndeplinit și funcția de egumen (1757-1758, 1759 și 1762-1768). Între anii 1768-1774 a fost egumen al Mănăstirii Solca, după care a revenit la Putna, unde a condus o “școală duhovnicească" pentru pregătirea preoților. 
În perioada cât a fost egumen la Solca, Vartolomei Măzăreanul a continuat munca unui alt ieromonah, Teodor Scânteie, care se ocupase de școala mănăstirească de aici. Între anii 1769-1770, la dorința expresă a generalului rus Elem, el a făcut parte din delegația diplomatică moldovenească condusă de episcopul Inochentie al Hușilor. Din această călătorie, Vartolomei a adus la Mănăstirea Solca numeroase cărți și veșminte. Sunt de menționat o Sfântă Evanghelie bogat ornamentată, împreună cu 37 cărți în limba slavonă. 
La Mănăstirea Solca, arhimandritul Vartolomei Măzăreanul a scris și a tradus mai multe cărți de cult și a alcătuit în 1773 un letopiseț al Țării Moldovei, o compilație după letopisețele lui Grigore Ureche, Miron Costin, Nicolae Costin și Ion Neculce. Printre lucrările scrise de el cu referire la Mănăstirea Solca sunt de menționat: "Condica sfintei mănăstiri Solcăi" (1771), "Catastih de toate scrisorile a sfintei mănăstiri Solcăi" (1771) și "Arătare pentru Ștefan Tomșa voievod, domnul Țării Moldovii,  ctitorul sfintei mănăstiri Solcăi" (1772). În "Condică" sunt înregistrate toate obiectele de cult, cărțile, manuscrisele și documentele care se aflau la acea dată în patrimoniul mănăstirii. 
În anul 1775, Imperiul Habsburgic a ocupat nordul Moldovei, teritoriu pe care l-a denumit Bucovina. Autoritățile ocupante austriece au desființat majoritatea mănăstirilor din Bucovina, menținând doar trei dintre acestea: Dragomirna, Putna și Sucevița. Ctitoria lui Ștefan Tomșa de la Solca a funcționat ca mănăstire de călugări până la 29 aprilie 1785 când a fost desființată de austrieci, iar biserica mănăstirii a devenit biserică parohială. 
La acel moment, Mănăstirea Solca deținea în Bucovina următoarele sate: Solca, Arbore, Botoșana și Cajvana cu păduri de fag, brad și stejar, 3 mori și o piuă de postav; Iaslovăț, Bădeuți, ½ Milișăuți; Țibeni (Isten-Segie) cu fostele sate Ivăncicăuți, Pârlișeni și Drăgănești cu păduri de stejar; Grănicești cu păduri de stejar; Hrincești și Ceplințe; muntele Cocoș; muntele Găina; muntele Porcescul și Muntele Botoș. În Moldova, mănăstirea deținea următoarele sate: Mănăstireni (reg. Botoșani) cu 2 heleșteie; Faraoani (reg. Bacău) cu pădure de stejar și 2 mori; un heleșteu în Balta Lucii (Falcei); o vie la Corsaci (reg. Suceava). Din cei 11 călugări, 4 au fost transferați la Dragomirna, 6 au plecat peste graniță și al unsprezecelea, călugărul Gherasim Grosu care avea 80 de ani, a fost tolerat să rămână în Bucovina. 
Odată cu desființarea Mănăstirii Solca, multe obiecte de cult și cărți menționate în condica lui Vartolomei Măzăreanul au fost duse la cele trei mănăstiri păstrate de austrieci în Bucovina. În prezent, la Mănăstirea Putna se păstrează "Condica sfintei mănăstiri Solcăi", unele cărți aduse de Vartolomei Măzăreanul din Rusia, un tetraevanghel slavon îmbrăcat în catifea roșie și având mențiunea că a fost "cumpărat de Constantin Roșca mare vornic și l-au ferecat fratele său Ghoerghe vistiernic și Vasilie mare armaș și l-au dat sfintei mănăstiri din Solca", o candelă de argint cu inscripția "Vartolomei, arhimandrit din Solca 1772", precum și un felon de culoare cărămizie, împodobit cu numeroase icoane, cruci și ornamente de fir de aur și argint și având o inscripție în limba slavonă ("Acest felon l-a făcut binecinstitorul Domn Io Ștefan Voievod pentru sufletul său și al părinților și al copiiilor săi în anul 7122 (1614) martie 18"). La Mănăstirea Sucevița se află două feloane de atlas roșu și cu aceeași inscripție ca și cel de la Putna, un stihar diaconesc din atlas roșu și un tetraevanghel slavon cu următoarea însemnare: "Această sfântă evanghelie este a mănăstirii Solca să (se) știe. Varlam, egumen Solca". 
La Mănăstirea Dragomirna au fost aduse multe cărți de la Mănăstirea Solca, precum și o dveră cu icoana Adormirii Maicii Domnului, cusută pe catifea roșie și donată de Ștefan Tomșa. De asemenea, în colecția Mănăstirii Sf. Ioan cel Nou din Suceava se află un "Apostol" în limba slavonă, din secolul al XVII-lea.  Majoritatea cărților, veșmintelor și obiectelor de cult de la Mănăstirea Solca s-au pierdut.

### Biserică parohială
Desființarea mănăstirii a dus la decăderea complexului mănăstiresc. În anul 1785, paraclisul "Sf. Gheorghe" din turnul de poartă a fost transformat pentru o perioadă în închisoare. Chiliile de lemn au devenit locuințe pentru funcționarii depozitului de sare.  Pe lângă majoritatea odoarelor care au luat calea altor mănăstiri sau au fost pierdute, catapeteasma lucrată în lemn și aurită (1613) a fostei mănăstiri a fost transportată la Arbore și de acolo la Dragomirna. În locul vechiului iconostas, a fost adusă catapeteasma de la Mănăstirea Dragomirna care a fost refăcută în 1885, când icoanele au fost pictate de către Epaminonda Bucevschi. Trapeza și chiliile călugărești au fost distruse în 1871 de un incendiu, iar stăreția a fost dărâmată în timpul primului război mondial.
Între anii 1901-1902, au fost efectuate lucrări de restaurare generală a bisericii din Solca sub coordonarea arhitectului austriac Karl A. Romstorfer, modificându-i-se forma în oarecare măsură, într-un stil destul de romantic.  Cu această ocazie, au fost demolate zidurile despărțitoare dintre pronaos și naos (care încadrau camera mormintelor), iar cele două lespezi funerare au fost ridicate și fixate în cârlige de fier lângă peretele stâng al pronaosului. De asemenea, una din vechile uși interioare a fost mutată în peretele sudic al încăperii mormintelor unde s-a deschis o nouă intrare în biserică. Cu acest prilej, s-a refăcut și acoperișul. 
După cum se precizează în "Anuarul Mitropoliei Bucovinei pe anul 1937", Biserica "Sfinții Apostoli Petru și Pavel" din Solca avea o casă parohială de cărămidă, o sesie parohială de 12 ha, o sesie a cântărețului de 3 ha și o sesie a ponomarului de 1 ha. Parohia avea în îngrijire spirituală 450 familii cu 2.025 credincioși. În acel an, comunitatea ortodoxă din Solca era păstorită de preotul paroh Mihai Tipa (născut în 1890). 
În 1949 a avut loc un incendiu care a distrus acoperișul de pe turlă și altar. Lucrări de întreținere și reparații au avut loc în anii 1951 și 1958. Ultimele lucrări de restaurare datează din anii 1985-1990.
Duminică, 7 martie 2021, a fost instalat primul stareț al mănăstirii Solca după 236 de ani de la închiderea așezământului monahal de către Imperiul Habsburgic.
În 18 noiembrie 2020, Permanența Consiliului eparhial a aprobat redeschiderea mănăstirii Solca, iar în ședința din 11 ianuarie a.c. a Sinodului Mitropoliei Moldovei și Bucovinei s-a acordat binecuvântare pentru reînființare. ÎPS Calinic a hotărât achiziționarea unui teren vecin cu incinta mănăstirii de către Arhiepiscopie, teren care a aparținut Mănăstirii Solca și care a fost înstrăinat de-a lungul timpului. De asemenea, întemeierea unei obști și lucrările de reconstrucție a ansamblului mănăstirii Solca a fost încredințată Mănăstirii Putna de către ÎPS Calinic. În 23 februarie 2021, Permanența Consiliului Eparhial a hotărât numirea ca stareț al mănăstirii a părintelui protosinghel Elefterie Ionesie, începând cu 1 martie.

## Necropolă boierească

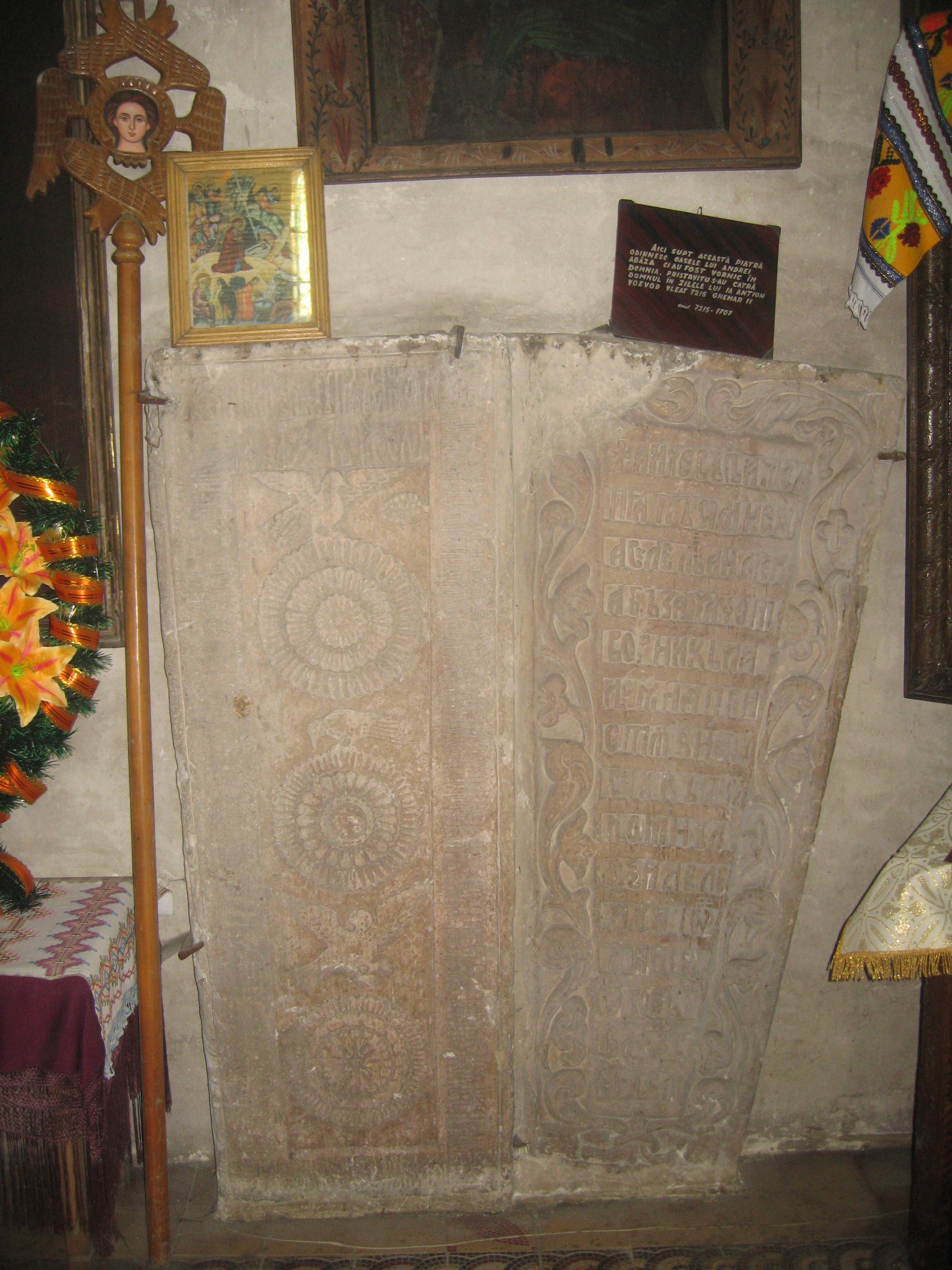
Pietrele de mormânt din biserică

Biserica "Sf. Apostoli Petru și Pavel" din Solca a fost construită de domnitorul Ștefan Tomșa al II-lea, probabil pentru a-i servi acestuia ca necropolă. Așa se poate explica prezența unei încăperi a mormintelor în incinta lăcașului de cult. Această încăpere a rămas nefolosită, deoarece domnitorul ctitor a fost mazilit și a murit departe de țară, la sfârșitul celei de-a doua domnii.  Soția și copiii săi nu s-au bucurat de privilegiul de a fi înmormântați în biserică, iar astfel gropnița a rămas neutilizată.
În partea stângă a pronaosului bisericii se află două morminte inițial acoperite cu lespezi funerare. Prima piatră de mormânt este confecționată din piatră de calcar alb. În mijlocul lespezii se află decorații ornamentale săpate în relief și care se succed alternativ de-a lungul pietrei: este vorba de trei rozete și trei porumbei, care simbolizează cele trei etape ale vieții. Piatra este deteriorată, iar inscripția nu s-a putut citi decât parțial. Ea acoperea mormântul Saftei, fiica unui mare demnitar. Se distinge data de "1683 decembrie 20", precum și inscripția că a fost pusă "(...) în vremea cându au prădat leși(i) cu cazaci(i) Bugiacul în zilele Domnului nostru Duca Vodă Domnu Țără Moldove și a Ucraine. Această piatră au făcut dumnealui Abăza stolnic cu preaiubită giupâneasa dumisale (...)".
A doua piatră de mormânt are o formă trapezoidală, vădind influențe muntenești atât prin amplasarea inscripției în mijlocul lespezii, cât și prin ornamentația marginală de factură brâncovenească care amintește de realizările în domeniu din Țara Românească. Textul inscripției este următorul: "+ Aice, suptu această piatră odihnesc oasele lui Andrei Abăza ce-au fost vornicu la domna; pristăvitu-s-au cătră domnul în zilele lui Ion Antioh Voievod, v(ă)leat 7215 ghen(arie) 11". (1707) 
Ca urmare a lucrărilor de restaurare din anii 1901-1902, cele două lespezi funerare au fost ridicate și fixate în cârlige de fier lângă peretele stâng al pronaosului. Osemintele lor se odihnesc sub placa de beton situată alături de pardoseala bisericii.

## Arhitectura bisericii

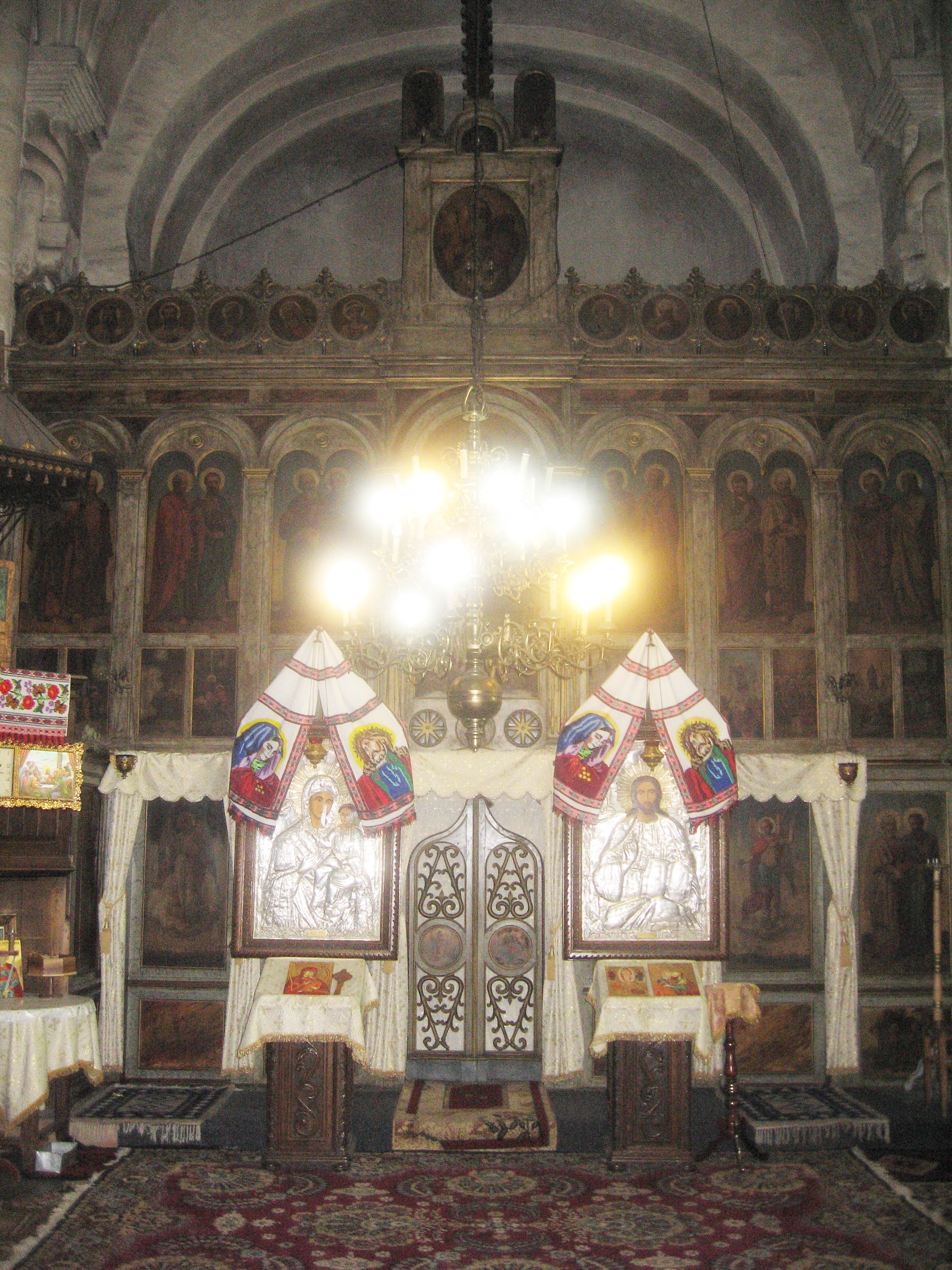
Imagine din interior

Biserica "Sf. Apostoli Petru și Pavel" din Solca este un monument caracteristic al arhitecturii moldovenești din secolul al XVII-lea, având elemente arhitectonice ale bisericilor din veacurile precedente, dar și elemente noi. Acest edificiu se aseamănă cu biserica Mănăstirii Dragomirna ca proporții, ornamentație și, într-o anumită măsură, ca plan. 
Cele două biserici (de la Solca și Dragomirna) sunt considerate a fi cele mai înalte din nordul Moldovei.  Biserica de la Solca are o înălțime de 36 metri și ziduri groase de aproape 2 metri. Masivitatea construcției este demonstrată și de cele patru perechi de contraforturi înalte, cu copertine cu profile gotice, de îngroșarea aparentă a zidurilor care marchează absidele laterale, de prezența unui rând de console mici care susțin acoperișul sau a unor găuri de ventilație care străpung pereții deasupra bolților. Acoperișul lăcașului de cult este din țiglă emailată.
Lăcașul de cult este iluminat în interior prin 10 ferestre de dimensiuni mici, cu chenare dreptunghiulare și amplasate la înălțime. Ele sunt dispuse astfel: trei în pridvor (două în peretele vestic și una în cel sudic), trei în pronaos (două în peretele sudic și una în cel nordic), o fereastră în peretele sudic al camerei mormintelor, câte o fereastră în fiecare absidă laterală și una în axul absidei altarului.
Biserica "Sf. Apostoli Petru și Pavel" din Solca are plan treflat. Absidele laterale sunt marcate în exterior printr-o îngroșare aparentă a zidurilor, obținute prin unirea la bază a două contraforturi masive. Absida altarului este semicirculară. Turla de deasupra naosului este de formă octogonală se sprijină pe o bază triplă: una pătrată și două stelate. Pe cele două turle stelate se află un rând de ocnițe, iar pe baza pătrată o friză de cărămizi smălțuite. Turla are toate cele opt laturi împodobite cu arcade duble: pe cele patru laturi aflate în puntele cardinale sunt ferestre, iar pe celelalte patru sunt patru contraforturi mici. Deasupra arcadelor duble se află un brâu și două rânduri de ocnițe. 
În interior, biserica este împărțită în 5 încăperi: pridvor, pronaos, camera mormintelor, naos și altar. Între pridvor și pronaos se află un perete despărțitor; portalul de intrare are un chenar în arc frânt cu muluri gotice, bogat profilate, care este încadrat de un chenar dreptunghiular. Între pronaos și camera mormintelor, ca și între camera mormintelor și naos au existat ziduri despărțitoare înlăturat ulterior de Romstorfer. Una din ușile interioare a fost mutată în peretele sudic al camerei mormintelor, unde s-a deschis o nouă intrare. Cadrul acestei uși este format din baghete dreptunghiulare încrucișate și alte ornamente florale. 
Bolta pronaosului și cupola naosului prezintă ornamente arhitecturale formate din torsade de piatră cioplită în formă de arce simple și încrucișate, încadrând două calote, panouri, capiteluri și scuturi unice specifice Solcii, prin amplasare și măiestrie. În altar se află cele două nișe: diaconiconul și proscomidiarul.
Un element specific al bisericii din Solca este tainița (camera tezaurului), unde se pătrunde printr-o ușă de fier camuflată de stranele din partea de nord-vest a naosului. Tainița se află deasupra camerei mormintelor și se ajunge aici printr-o scară de acces în spirală, destul de înghesuită. Aici se păstrau odoarele mănăstirii în vremuri de restriște, iar astăzi a fost amenajat un fel de muzeu al bisericii în care se află veșminte bisericești, obiecte de cult și cărți vechi. Încăperea este iluminată prin două mici ferestruici dreptunghiulare. Scara de acces continuă apoi până în podul bisericii. 

## Imagini

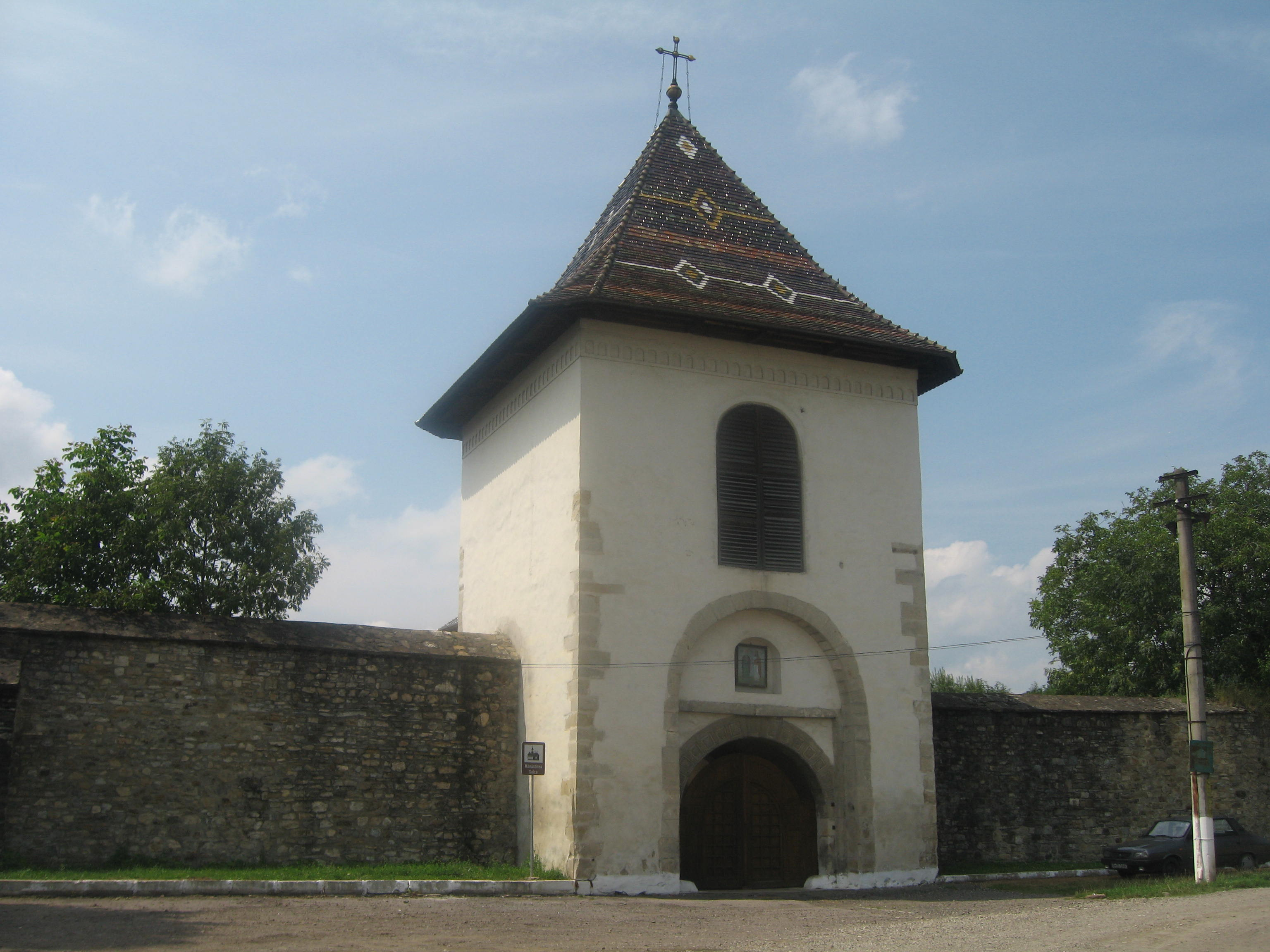
Biserica "Sf. Apostoli Petru şi Pavel" din Solca
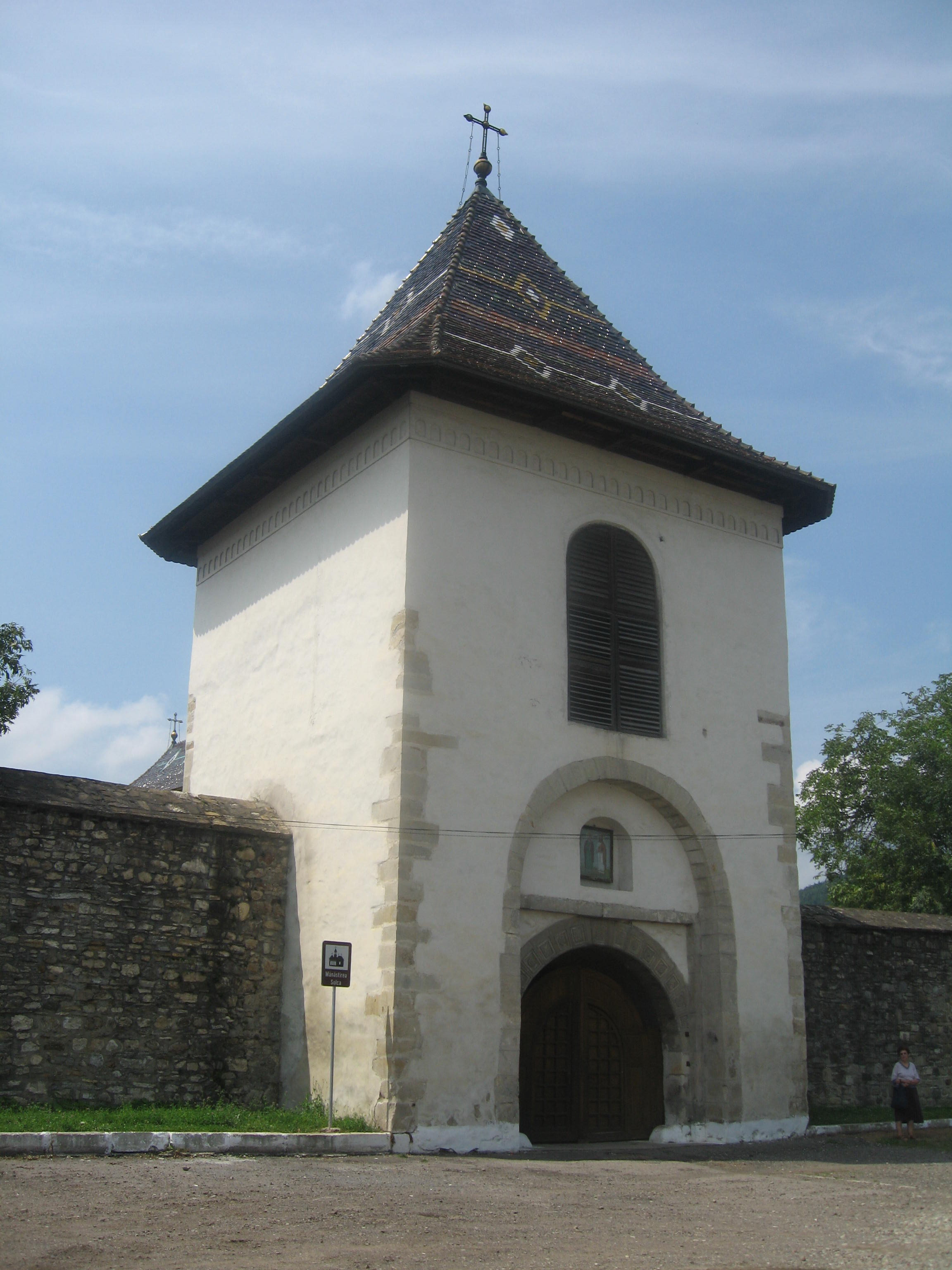
Turnul de poartă văzut din exteriorul incintei fortificate
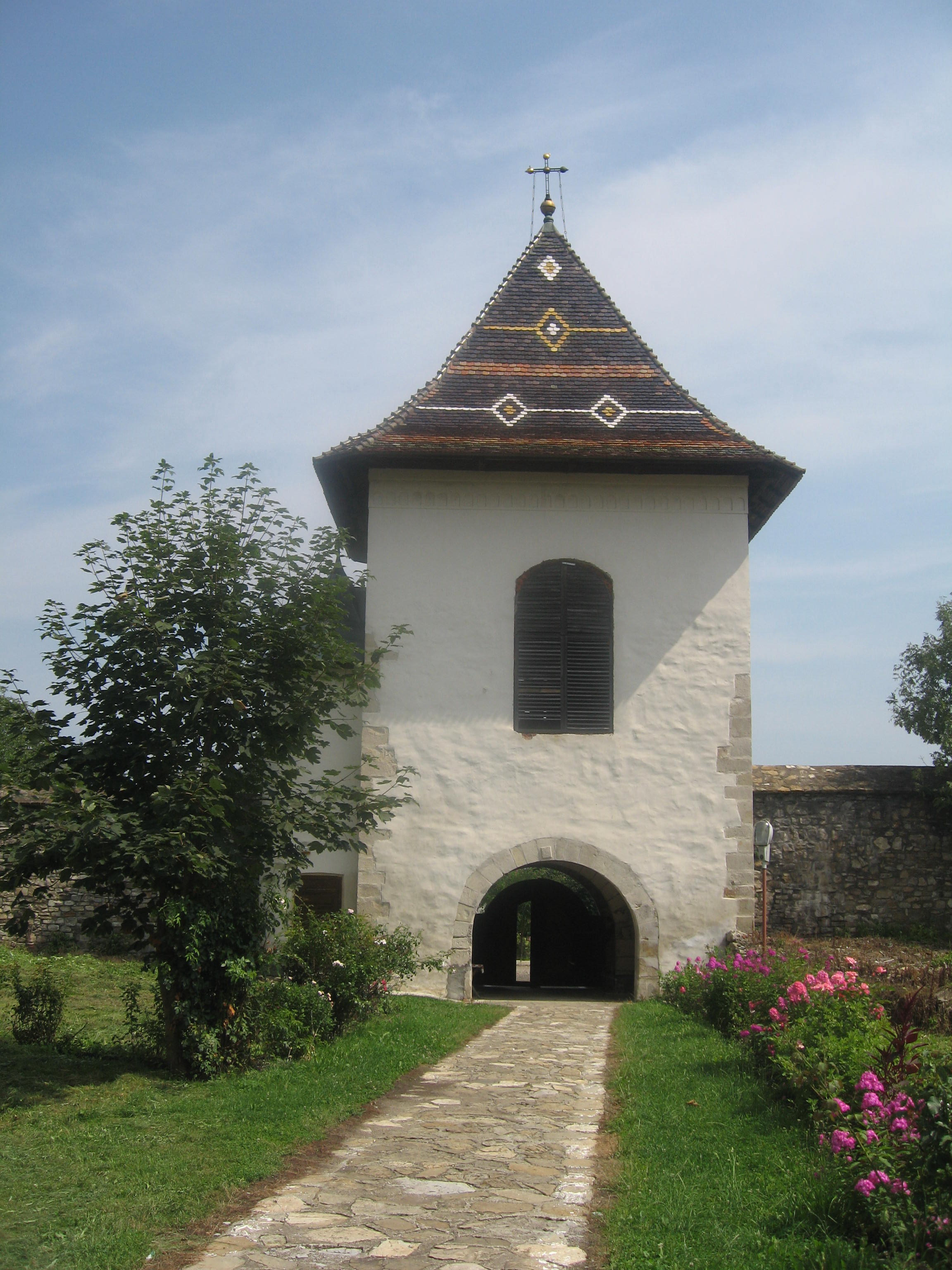
Turnul de poartă văzut din curtea bisericii
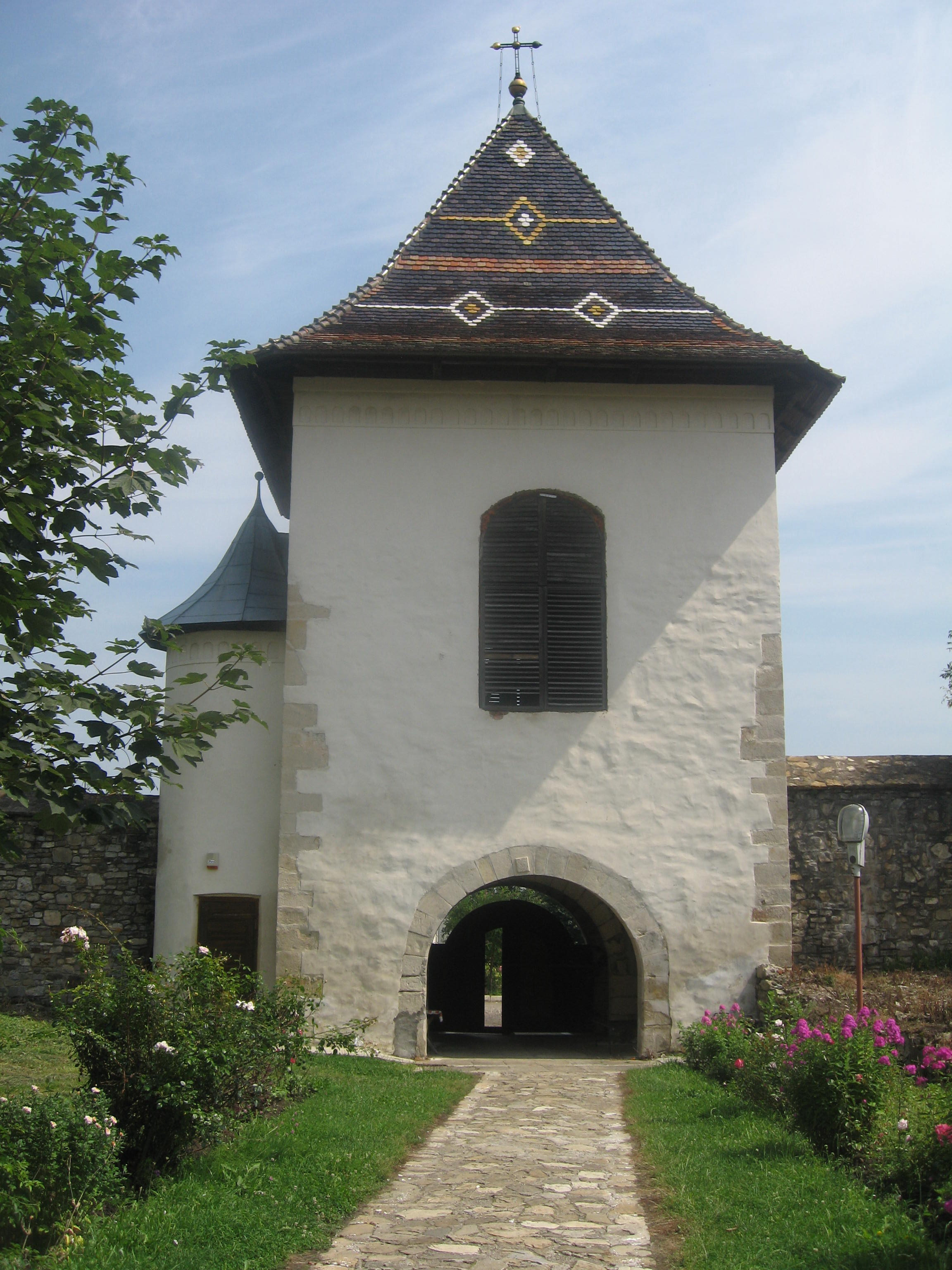
Turnul de poartă văzut din curtea bisericii
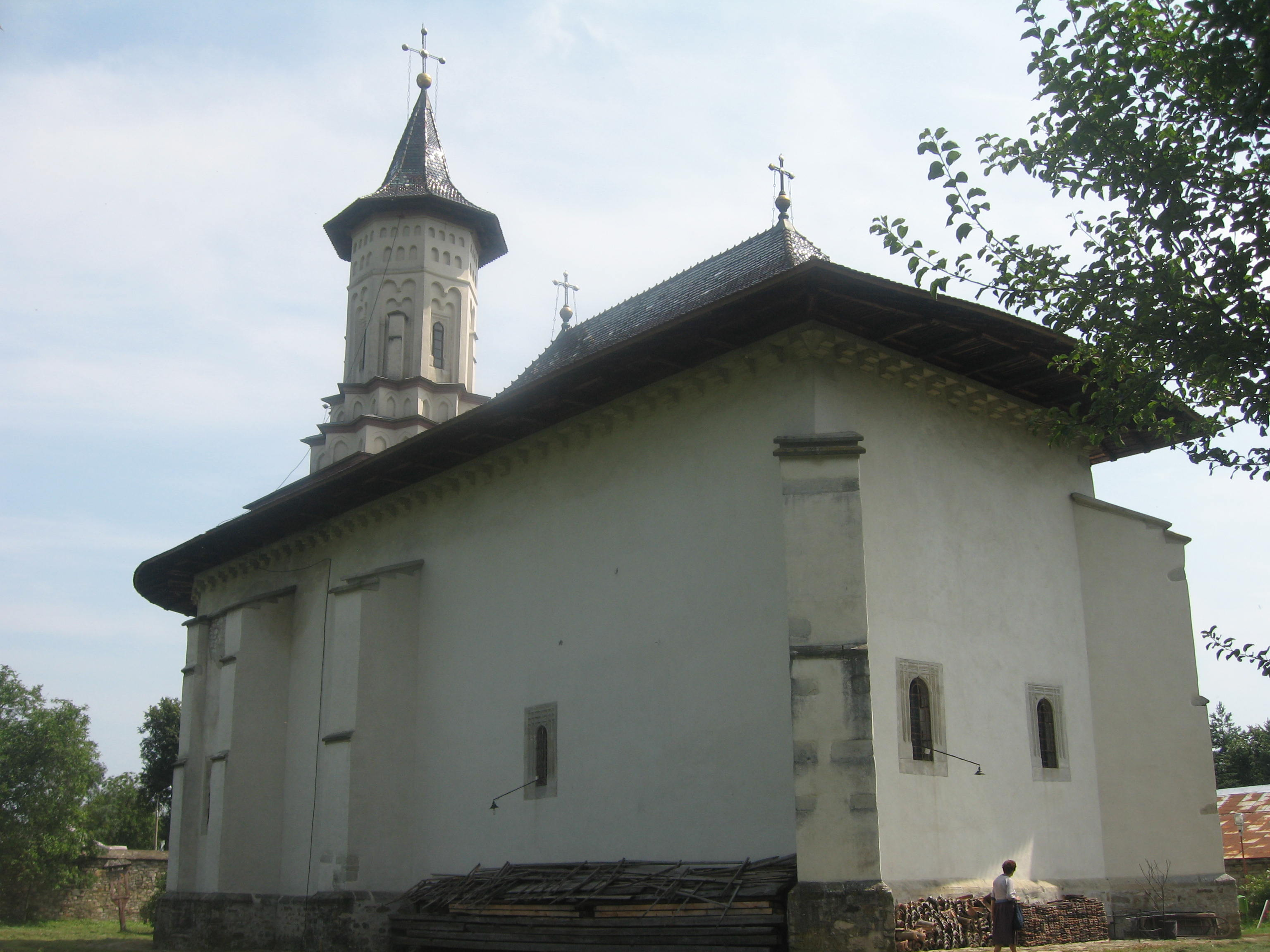
Biserica văzută dinspre nord-vest
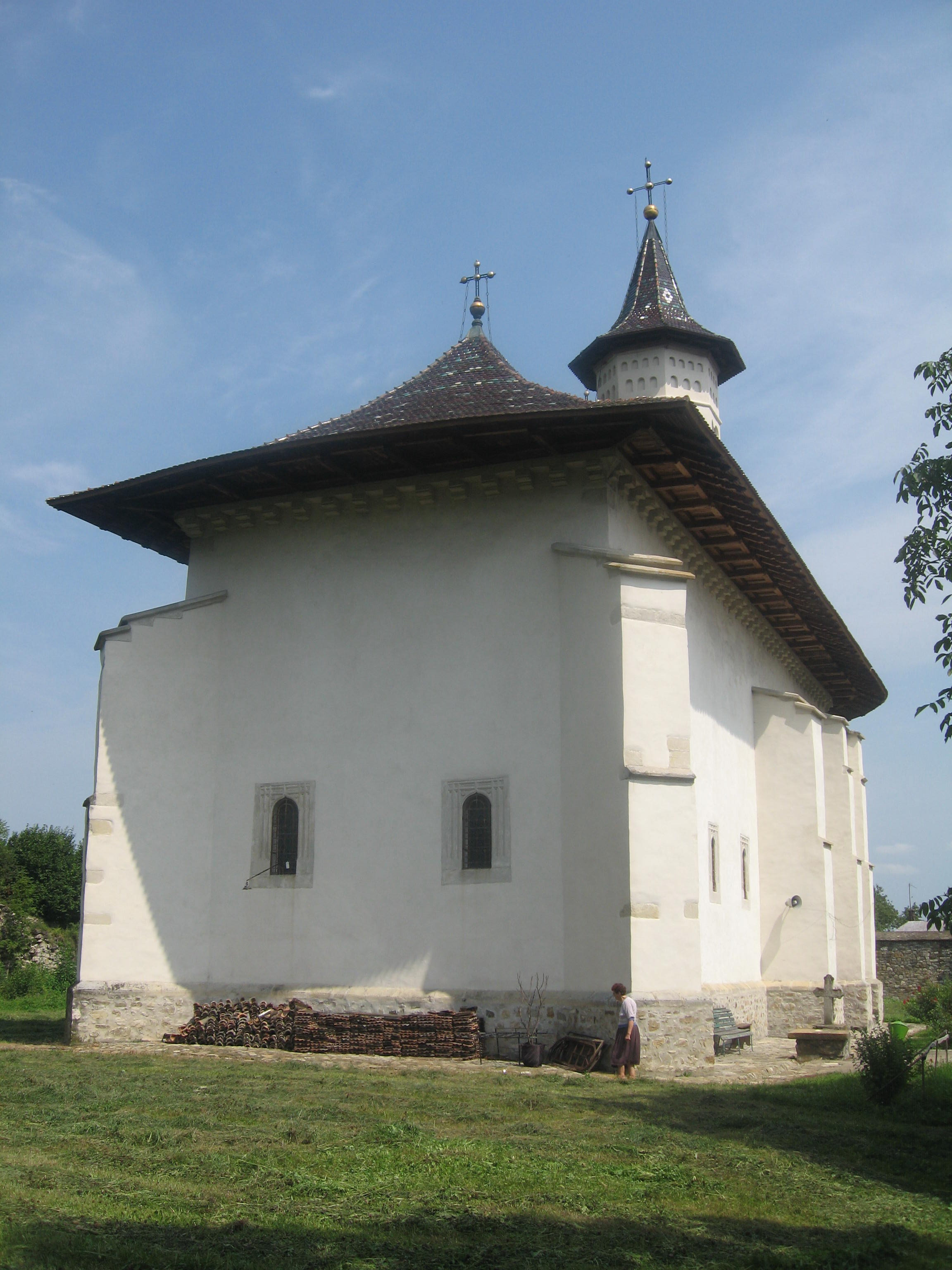
Latura vestică
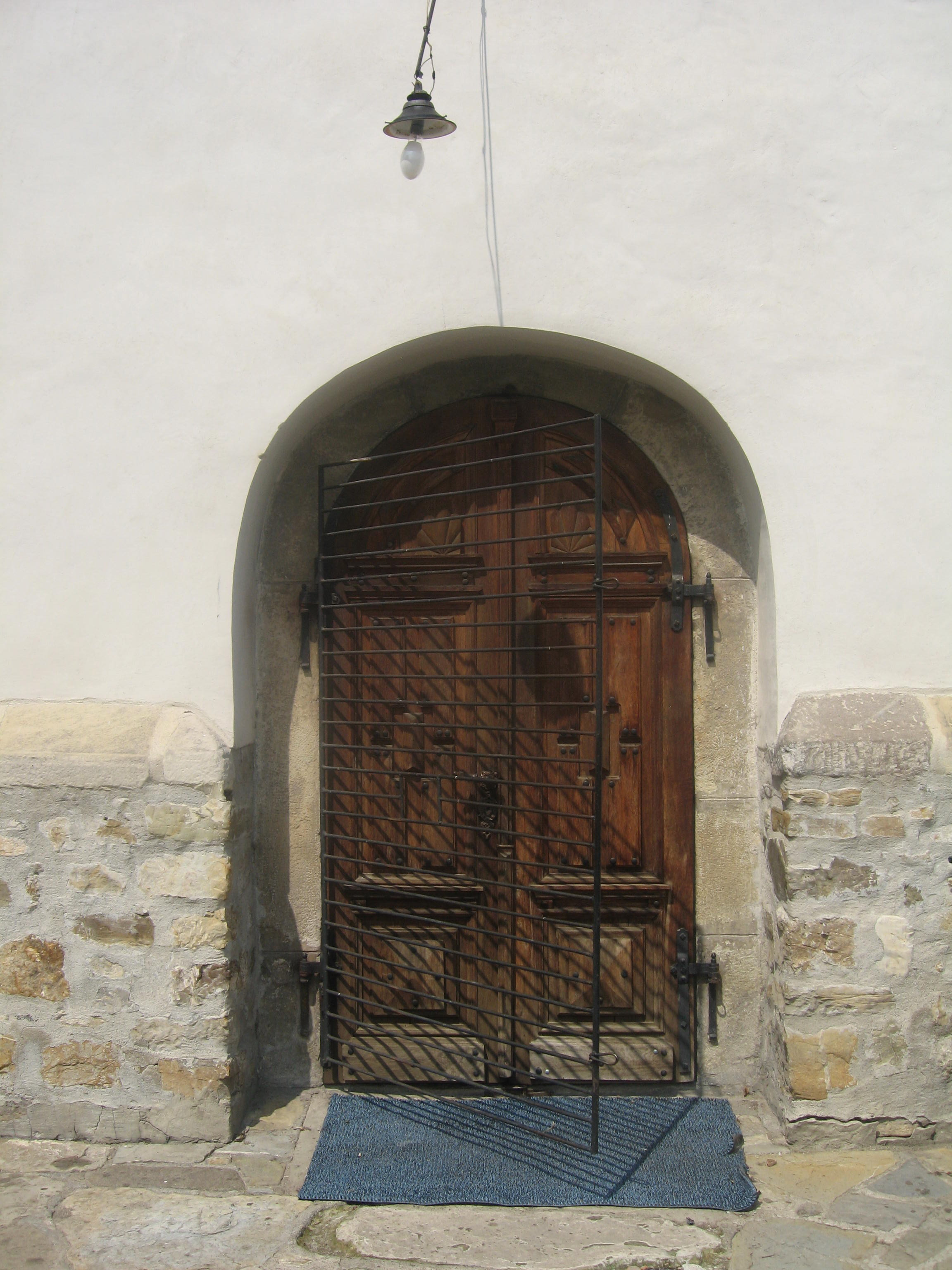
Uşa de intrare în pridvor
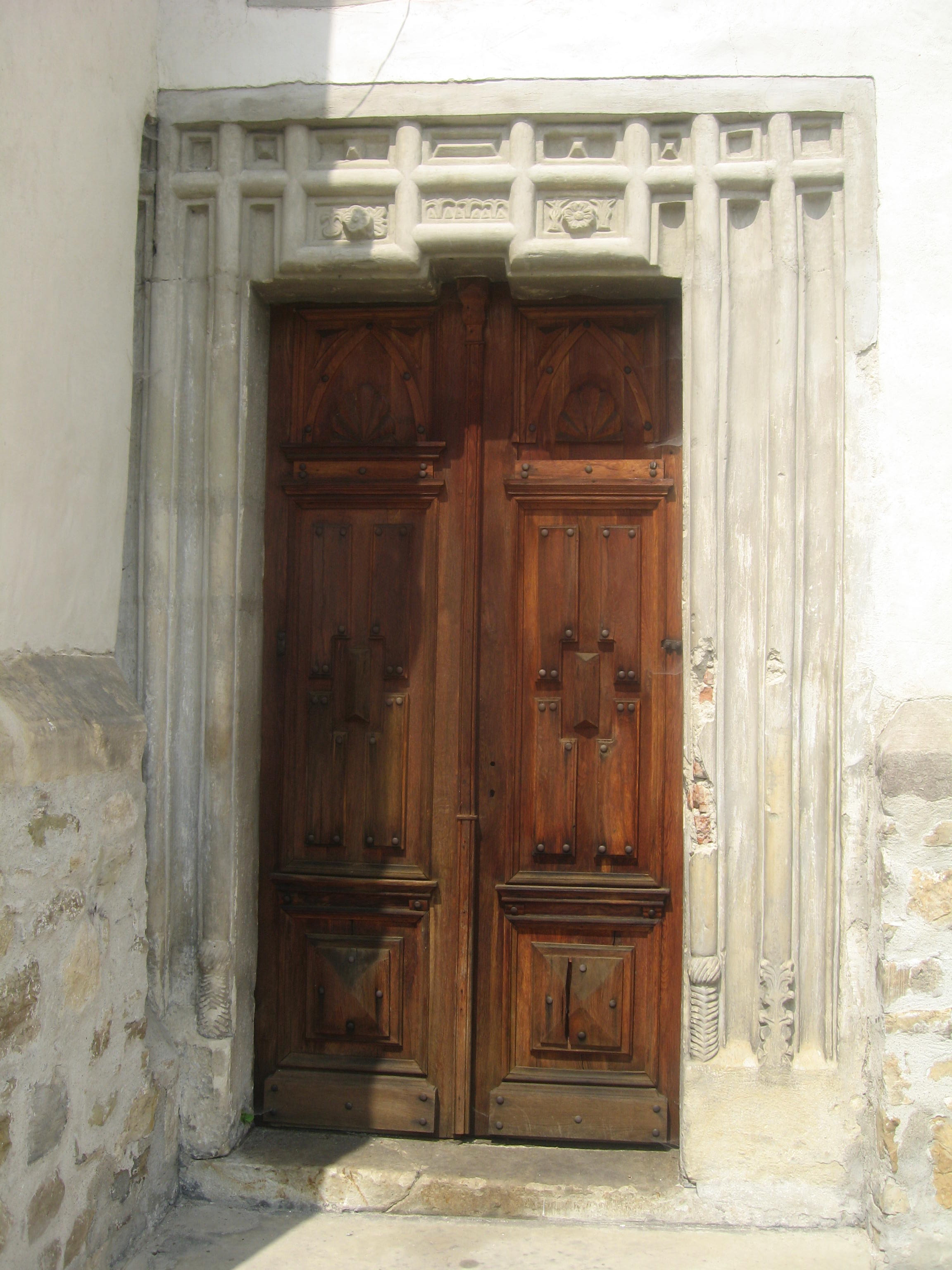
Uşa de intrare în camera mormintelor
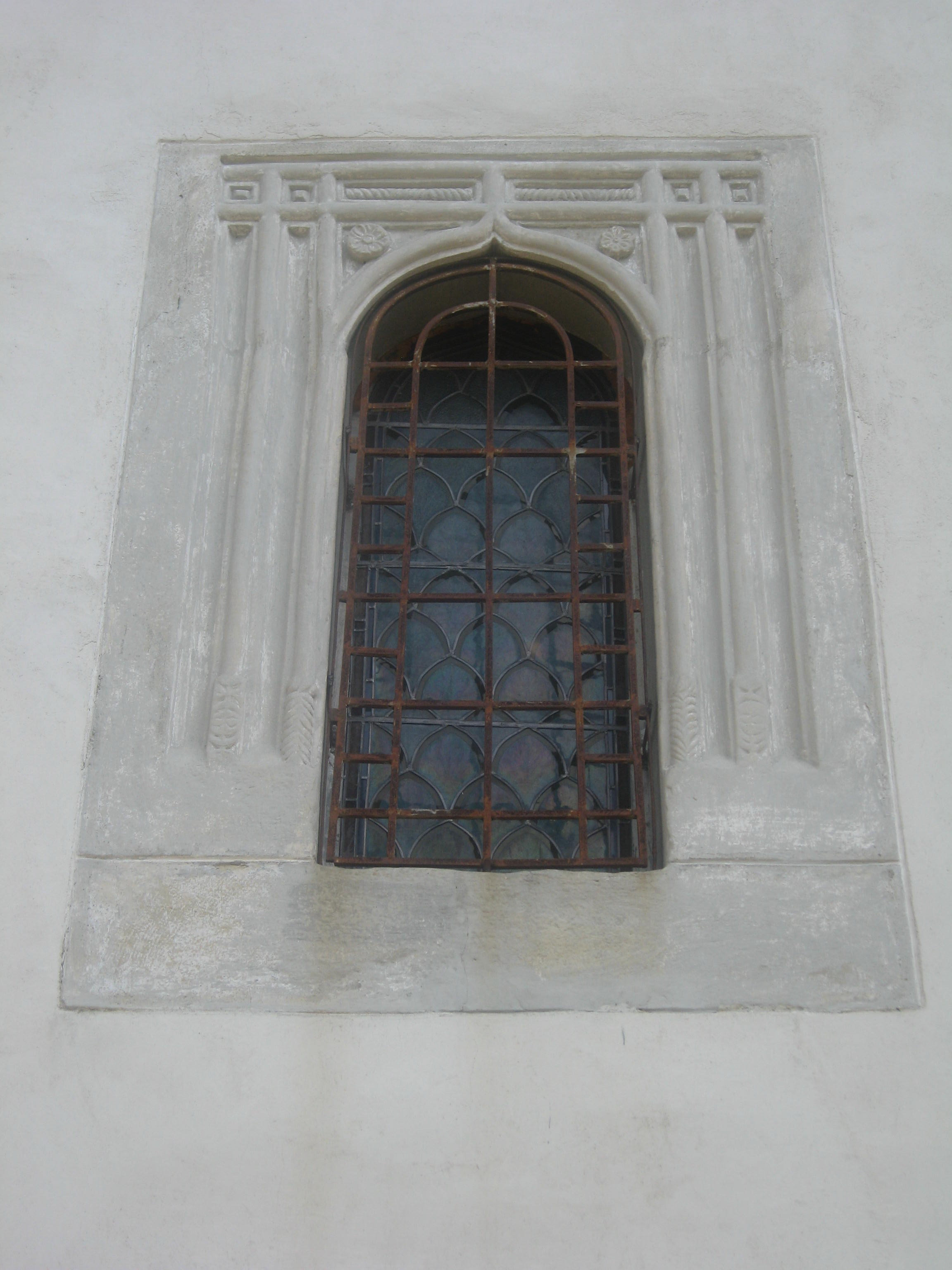
Fereastră
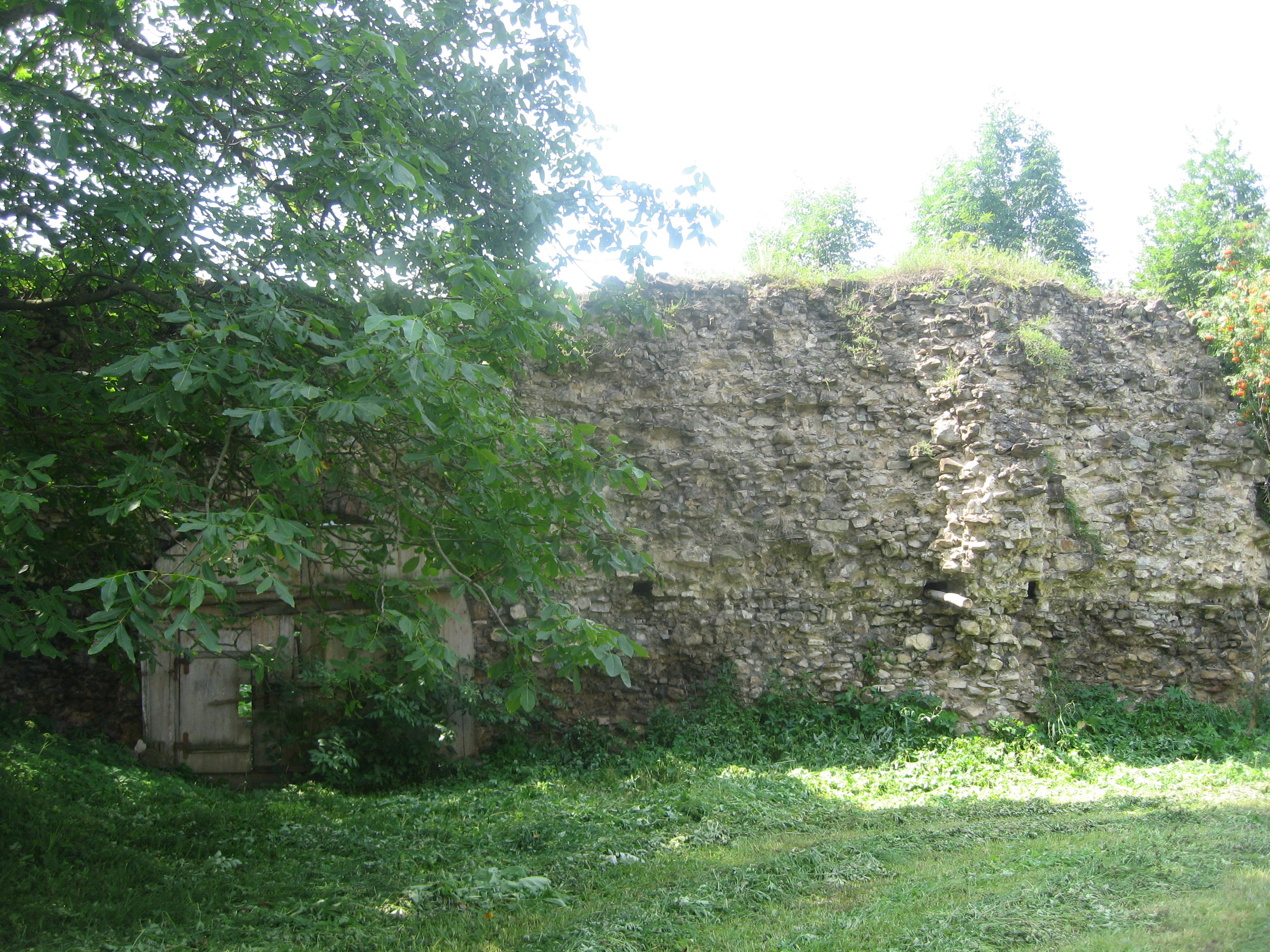
Porţiune din zidul de incintă
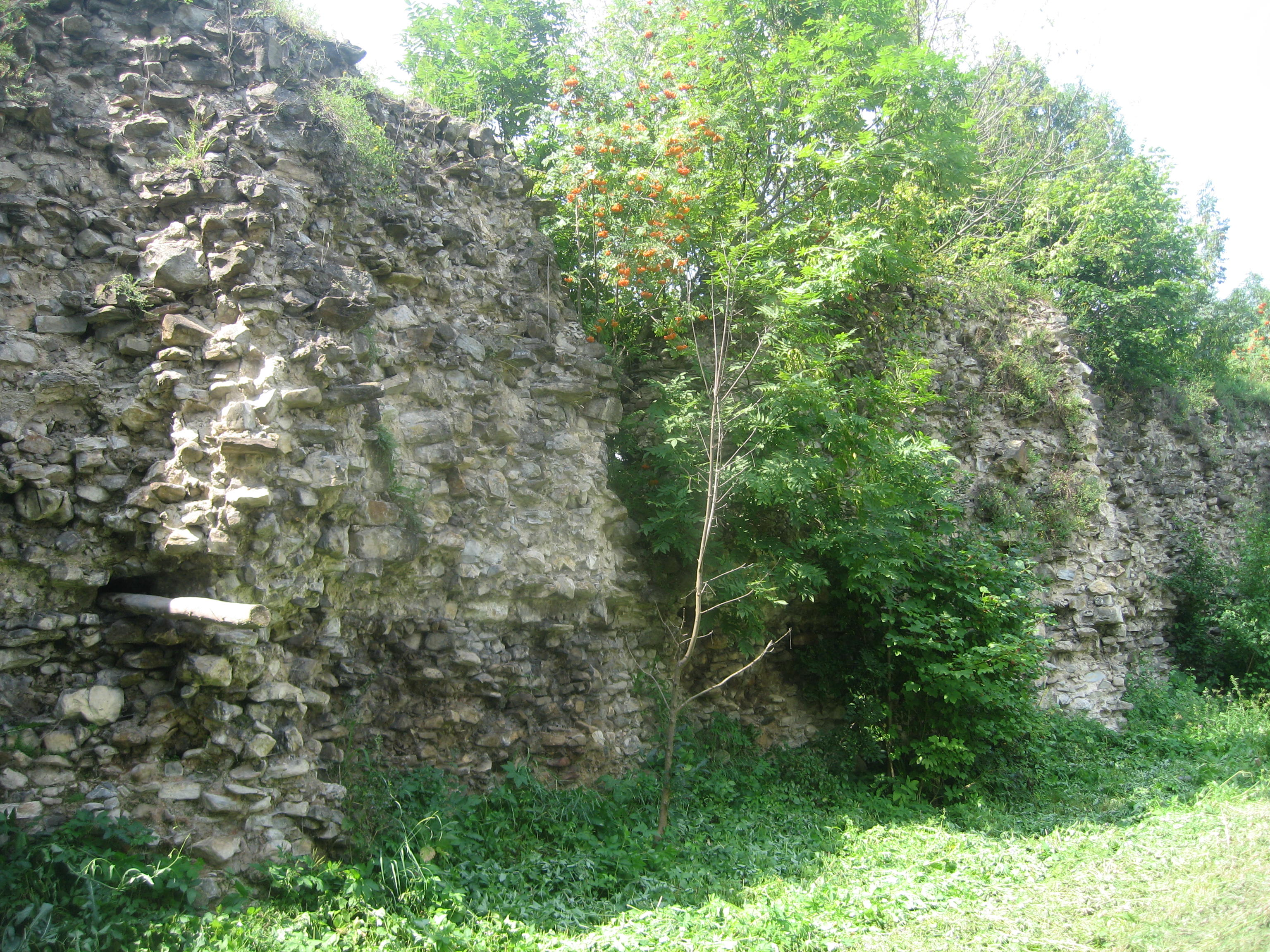
Porţiune din zidul de incintă
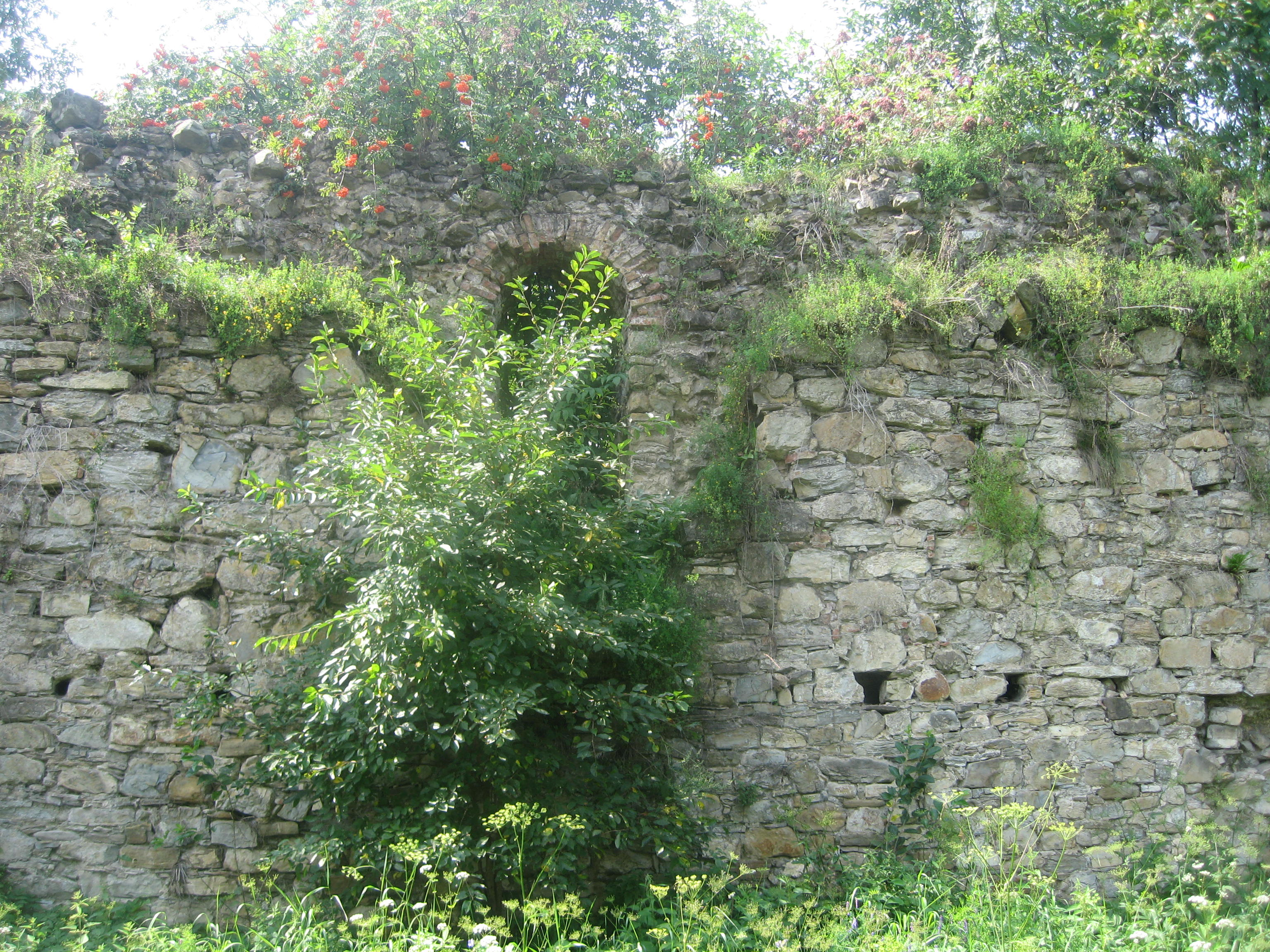
Porţiune din zidul de incintă
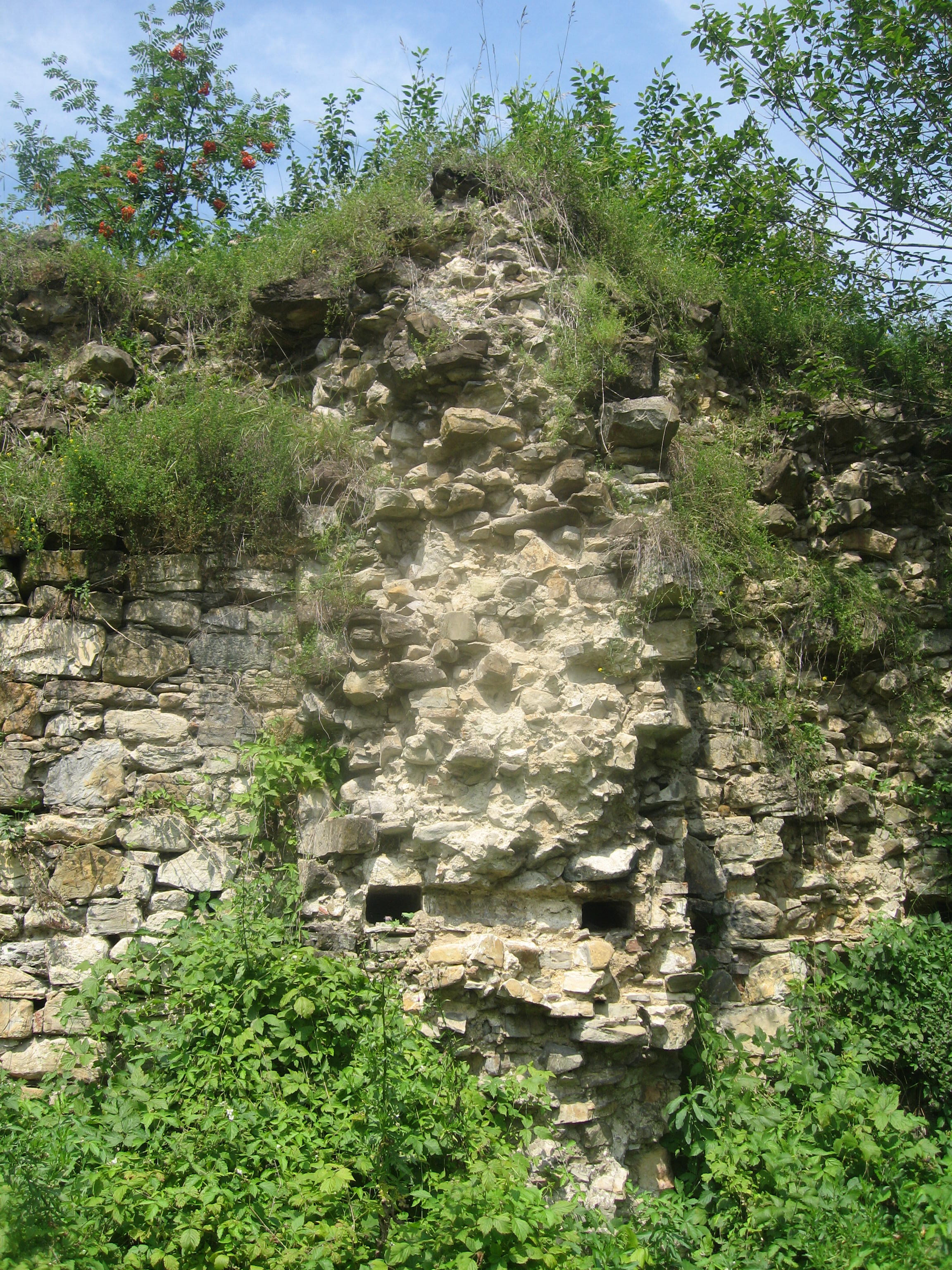
Porţiune din zidul de incintă
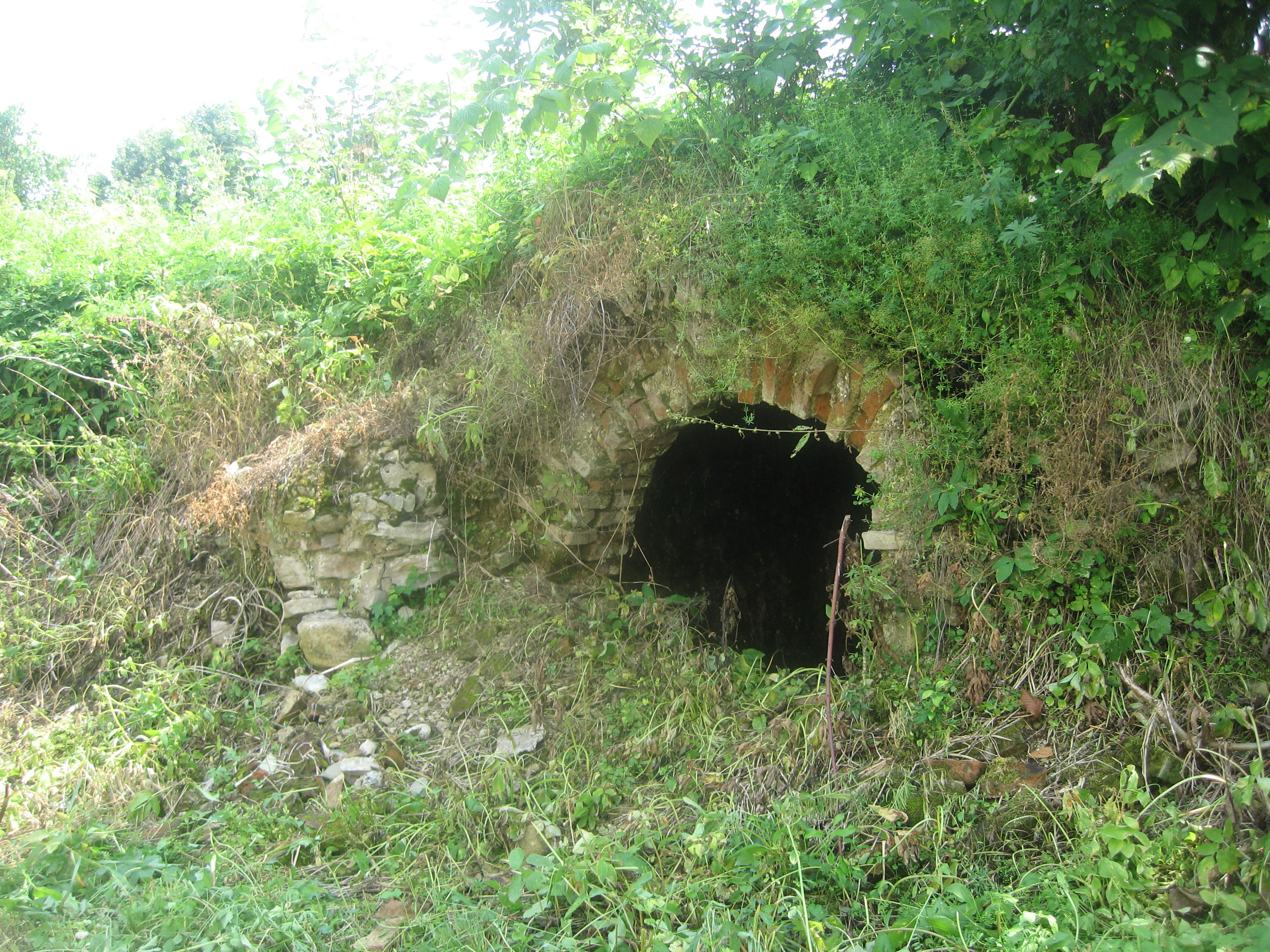
Beci aflat în curtea bisericii
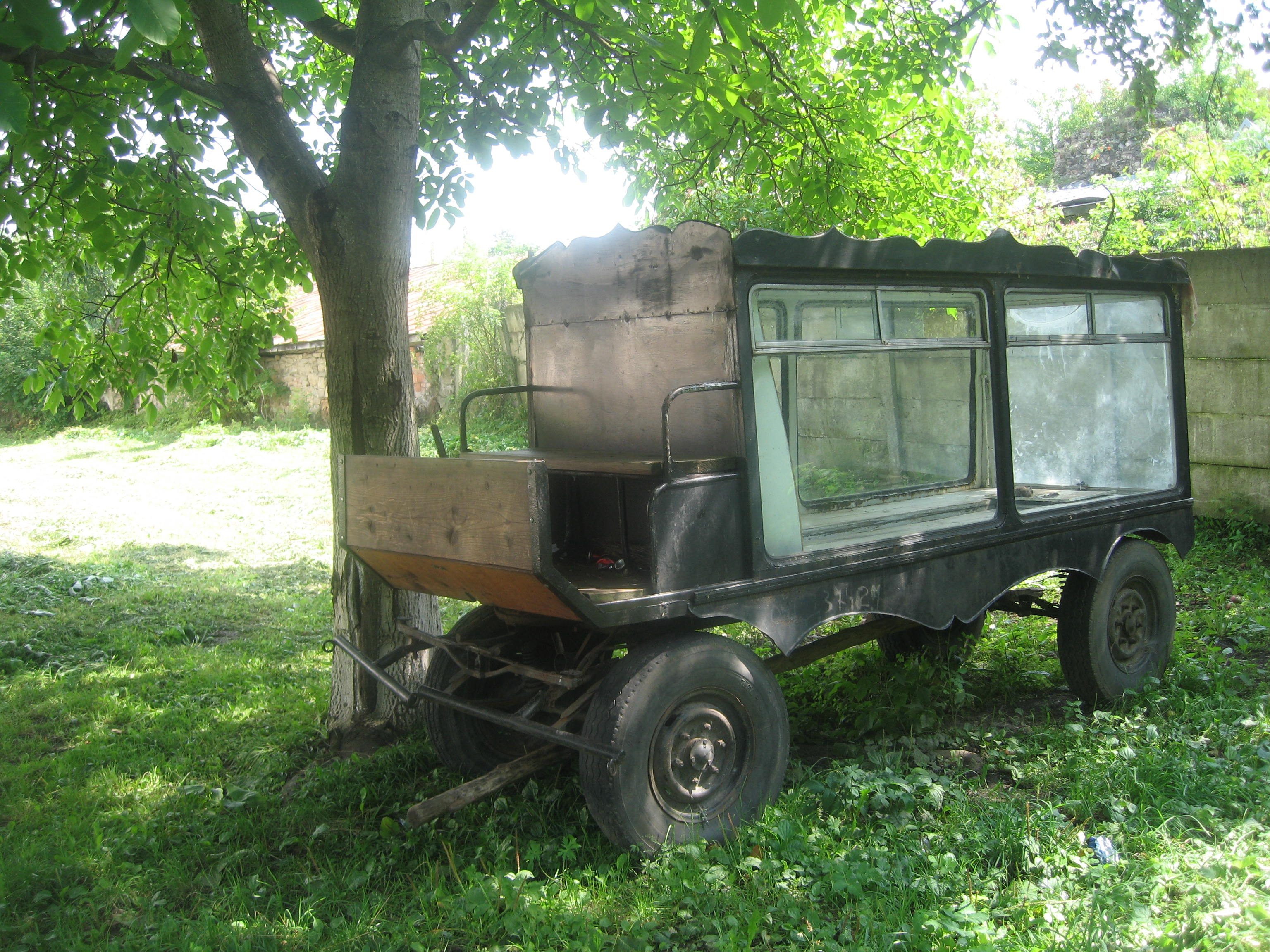
Un dric dezafectat aflat în curtea bisericii